# St. Johannes Evangelist (Michelwinnaden)

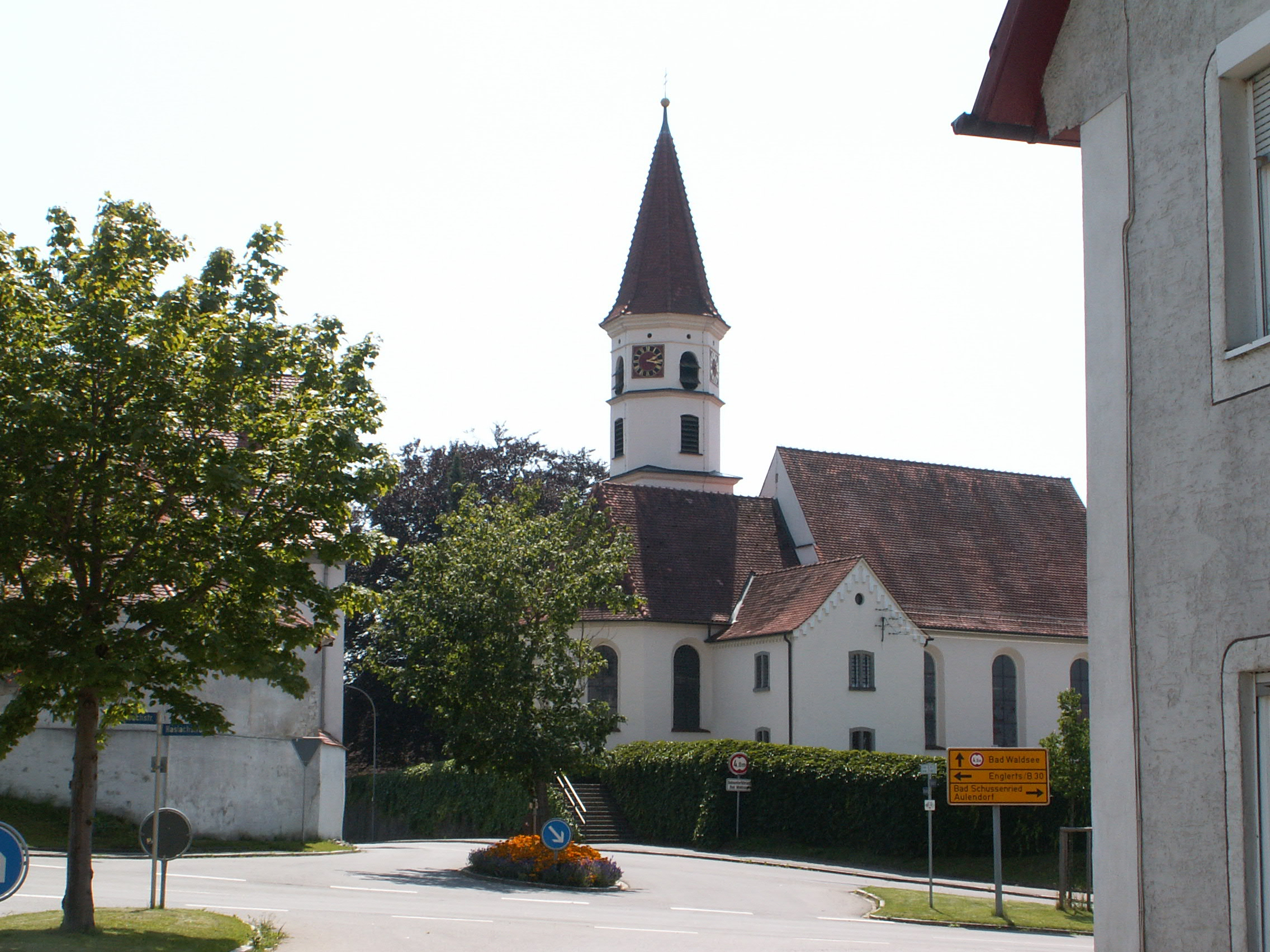
St. Johannes Evangelist in Michelwinnaden

Die römisch-katholische Pfarrkirche St. Johannes Evangelist steht in Michelwinnaden, einem Ortsteil der Stadt Bad Waldsee im Landkreis Ravensburg in Baden-Württemberg. Die Kirchengemeinde gehört zum Dekanat Allgäu-Oberschwaben in der Diözese Rottenburg-Stuttgart. Das Bauwerk ist beim Landesamt für Denkmalpflege Baden-Württemberg als Baudenkmal eingetragen.

## Beschreibung
Die Saalkirche wurde ab 1589 errichtet. Sie besteht aus einem Langhaus, einem eingezogenen, dreiseitig geschlossenen Chor im Osten, einem Chorflankenturm, dessen unteren Geschosse von einer Wehrkirche stammen, an der Süd- und der Sakristei an der Nordwand des Chors. Der Chorflankenturm wurde mit zwei achteckigen Geschossen aufgestockt, die die Turmuhr und den Glockenstuhl mit sechs Kirchenglocken beherbergen, und mit einem spitzen Helm bedeckt. 
Die Fresken an der Decke des Innenraums schuf um 1760 Eustachius Gabriel. Zur Kirchenausstattung gehört ein klassizistische Hochaltar von 1805. Seine hölzernen Statuen stammen von der Bildhauerfamilie Zürn. Die Seitenaltäre wurden 1774 ursprünglich für das Kloster Schussenried hergestellt. Die Mariensäule und die sie flankierenden Statuen des heiligen Augustinus und des heiligen Norbert werden Jakob Bendl zugeschrieben. Die Kanzel wurde zu Beginn des 19. Jahrhunderts angebracht. Auf ihrem Schalldeckel befindet sich eine Statue des Johannes, die aus der Werkstatt der Bildhauerfamilie Zürn stammt. Das Taufbecken ist aus derselben Zeit. Die Orgel wurde 1859 von Friedrich Schäfer gebaut.

## Geschichte
Im Jahr 1275 gab es die erste urkundliche Erwähnung der Kirche. Das Kirchenschiff und der Chor wurden ab 1589 durch die Deutschordenskommende Altshausen erbaut und 1592 eingeweiht. 
Im 18. Jahrhundert wurde der Kirchturm erhöht, und 1826 wurde die Zwiebelhaube des Turms durch ein Spitzdach ersetzt. Zwischen 1745 und 1755 wurde der Innenraum im Barock Stil umgestaltet und 1869 ein zweites Geschoss in die Sakristei eingebaut.